# Stellasteropsis colubrinus
Stellasteropsis colubrinus är en sjöstjärneart som beskrevs av Macan 1938. Stellasteropsis colubrinus ingår i släktet Stellasteropsis och familjen ledsjöstjärnor. Inga underarter finns listade i Catalogue of Life.